# Mediorhynchus meiringi
Mediorhynchus meiringi är en hakmaskart som beskrevs av Bisseru 1960. Mediorhynchus meiringi ingår i släktet Mediorhynchus och familjen Giganthorhynchidae. Inga underarter finns listade i Catalogue of Life.